# Benedikt Allgeyer
Benedikt Allgeyer (* 1815 in Wasseralfingen; † 1849 ebenda) war ein deutscher Orgelbauer.

## Leben
Allgeyer entstammte der weit bekannten Hofener Orgelbauer-Dynastie Allgeyer. Er war Sohn des Wasseralfinger Orgelbauers Joseph Nikolaus Allgeyer. 1843 heiratete er seine ebenfalls aus Wasseralfingen stammende Ehefrau Katharina Gentner (1815–1887). Aus dieser Ehe gingen fünf Kinder hervor. Sein Sohn Karl (1846–1891) arbeitete als Gießer.
Allgeyer übernahm den Orgelbaubetrieb seines Vaters 1843. Des Weiteren engagierte er sich lebhaft für die Musikpflege seines Heimatortes. 1836 gründete er den Sängerkranz als ersten Wasseralfinger Gesangsverein.
Durch seinen frühen Tod im Alter von nur 34 Jahren endete der Orgelbau in Wasseralfingen sechs Jahre später im Jahre 1849. Seine Familie geriet in bittere Not; seine Witwe Katharina unterhielt anschließend einen Essigausschank und empfing 1 Gulden 30 Kreuzer Armenunterstützung.